# Jim Crawford
Jim Crawford (n. 13 februarie 1948, Dunfermline, Scoția, Regatul Unit – d. 6 august 2002, Tierra Verde⁠(d), Comitatul Pinellas, Florida, SUA) a fost un pilot de Formula 1. De-a lungul carierei a luat startul în 2 curse, niciuna din pole-position. Nu a câștigat nicio cursă și nu a terminat niciodată pe podium, acumulând 0 puncte în întreaga activitate ca pilot de Formula 1.